# 拉姆段·西卡尼亚
拉姆段·西卡尼亚（英语：Lamduan Armitage），是一名前身份不明女性，她的尸体于2004年在英国约克郡Pen-y-Ghent山上被发现，因此她被称为“山中之女”。知道这名女子是来自东南亚后，国际警察进行调查。2019年3月，通过DNA测试确认女子的真实身份。

## 发现
2004年9月20日上午11:30，一名在Pen-y-Ghent行走的男子向警方报警，称发现了一具尸体。该男子在位于Ribbledale的Pen-y-ghent和Horton之间的Pennine路上名为Sell Gill Beck的溪流中发现这具尸体。女子可能在发现前三个星期已经死亡。最初认为死亡原因不清楚，尸体没有暴力的迹象。

## 介绍
这名女子应该来自东南亚，长发黑色齐肩，身高约1.5米，年龄估计在25岁到35岁之间，牙齿健康，牙齿前部有明显的间隙，身上穿着绿色牛仔裤和绿白相间T恤，还戴了一枚在泰国曼谷制造的22K金结婚戒指，穿了耳洞但没有找到耳环。现场没有穿鞋子、外衣和其他个人物品。这名女子体重64千克，但在死前几年体重似乎增加了。

## 初步调查
北约克郡警方立即进行广泛调查。警方询问步行者，在当地挨家挨户进行询问，向当地的度假屋发出信件，以多种语言呼吁证人。警方调查了2004年8月1日之前在约克郡山谷中与不明身体描述相匹配的女性。
进行尸检后，表明这名女子在8月31日至9月13日期间死亡，但没有的信息确定死因。尸检表明女子可能怀孕过。
侦探总督察皮特·马丁表示，死者的死亡原因不明但并不可疑。搜索失踪人口数据库没有发现匹配结果。
女子被认为可能来自马来西亚、印度尼西亚、新加坡、泰国和越南等国家。对尸体分析表明女子在死前至少在英国生活两年，她可能曾住在坎布里亚、兰开夏或西约克郡谷地。

## 后续调查
2004年12月，警方公布女子的e-Fit照片，发给一些亚洲国家的大使馆，但没有收到有意义的信息。
2005年2月，BBC节目《Crimewatch》发出相关信息。
2007年5月，调查得知尸体没有发现外伤、袭击或溺水的证据。
2011年，警方宣布将重新调查8起未解决的死亡案件，该案是其中一案。
2018年，北约克郡警方在Facebook上以菲律宾语、泰语和英语发出的一份呼吁，以便信息可以在国际上共享。
2019年1月22日，泰国的一个家庭相信他们知道受害者的身份。这名女子于1991年嫁给一名英国男子，于1995年移居英格兰西北部。女子的母亲自2004年以来一直没有收到她女儿的信息。

## 识别
2019年3月19日，北约克郡警方称经过DNA测试，他们女子是拉姆段·西卡尼亚。
西卡尼亚在泰国与英国讲师大卫·阿米蒂奇（她的第二任丈夫）结婚，并于1991年搬到朴茨茅斯。大卫·阿米蒂奇于2019年被找到，他并否认与妻子的死亡有任何关系。